# Вилла-Гуардия
Вилла-Гуардия (итал. Villa Guardia) — коммуна в Италии, располагается в регионе Ломбардия, подчиняется административному центру Комо.
Население составляет 6879 человек (на 2004 г.), плотность населения составляет 842,59 чел./км². Занимает площадь 7,7 км². Почтовый индекс — 22079. Телефонный код — 031.
В коммуне 15 августа особо празднуется Успение Пресвятой Богородицы. Покровителями коммуны почитаются святые Косма и Дамиан, целители безмездные, празднование 26 сентября.